# Acacia acuaria
Acacia acuaria är en ärtväxtart som beskrevs av William Vincent Fitzgerald. Acacia acuaria ingår i släktet akacior, och familjen ärtväxter. Inga underarter finns listade i Catalogue of Life.